# Battismo

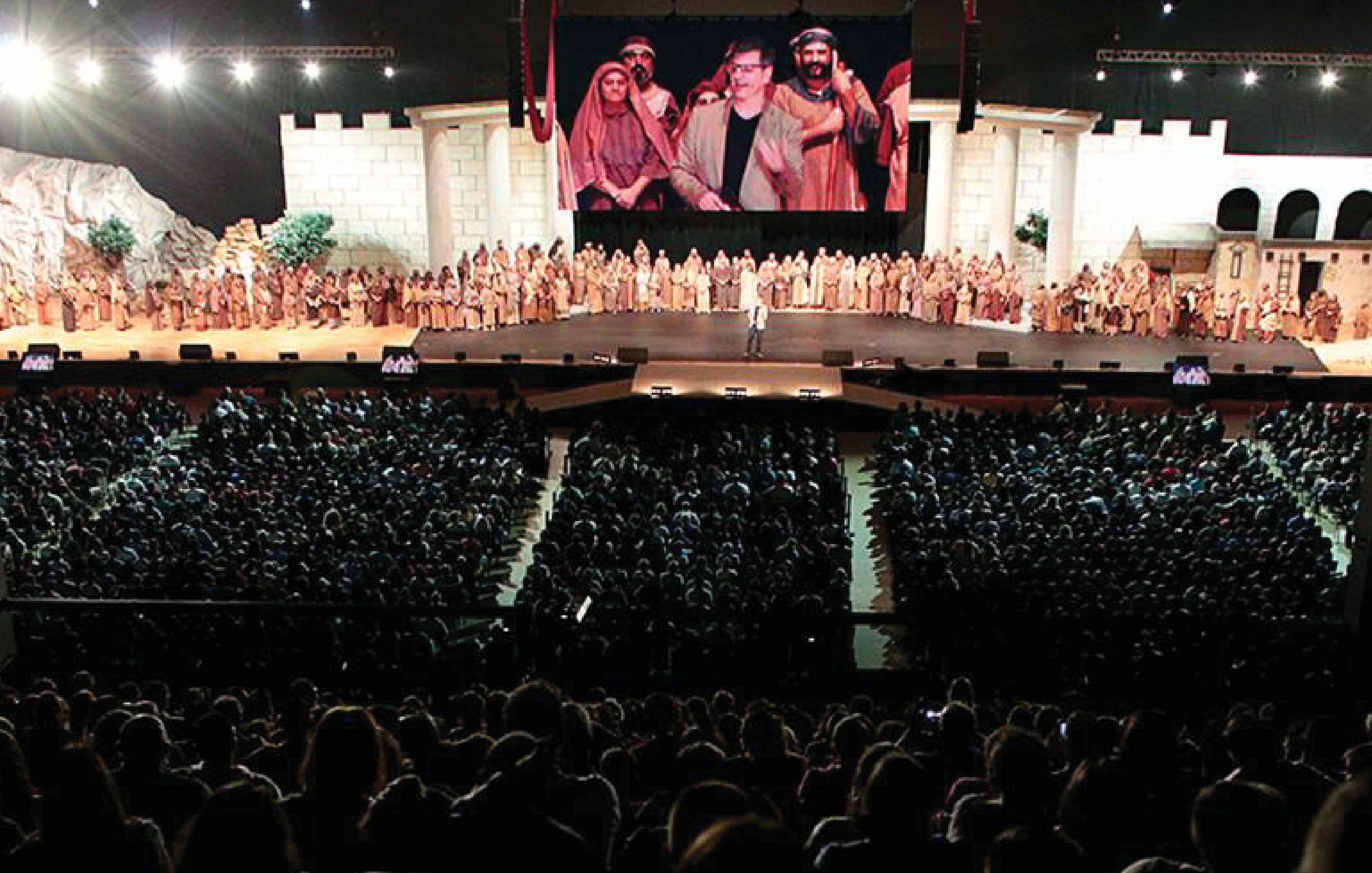
Mostra sulla vita di Gesù alla Igreja da Cidade affiliata alla Convenzione battista brasiliana, a São José dos Campos, Brasile, 2017

Il battismo è costituito da un gruppo di denominazioni cristiane riformate, nate nell'alveo del protestantesimo anglosassone, che affondano le proprie radici storiche nel puritanesimo inglese del XVII secolo. Esso è così chiamato per la pratica del battesimo dei credenti che l'assimilava al precedente movimento anabattista. I battisti sono una delle principali comunioni di chiese protestanti del mondo, infatti attualmente circa 170 milioni di persone si identificano come Battiste.

## Storia

### Il problema delle origini
Le origini storiche dei battisti vanno ricercate nel puritanesimo inglese del XVII secolo, anche se idealmente vi si possono trovare tracce del movimento di riforma radicale della chiesa che, nato a Zurigo nella prima metà del Cinquecento, venne poi chiamato anabattismo. Lo scisma anglicano aveva acceso grandi speranze di riforma tra coloro che in Inghilterra simpatizzavano con le idee di Calvino. Enrico VIII, non mantenendo le promesse, si accontentò di uno scisma da Roma e non proseguì verso una reale riforma della chiesa inglese. A causa di ciò il puritanesimo inglese si spaccò sul da farsi e le molte tendenze fecero il loro percorso autonomo.
C'era chi attendeva una reale riforma della chiesa d'Inghilterra e si adoperò dall'interno a far maturare una coscienza protestante; chi si separò dalla chiesa d'Inghilterra e ne uscì creando comunità indipendenti, qualcuno con la speranza di rientrarvi in seguito ad una reale riforma sullo stile di Ginevra, Zurigo e Strasburgo, altri si separarono con la certezza che una frattura irrimediabile si era ormai consumata. La tensione morale originaria che desiderava costituire una chiesa pura si stemperò in una questione di opportunità politiche. Ma secondo le intenzioni della riforma, le comunità separatiste, quelle più radicali, continuarono la loro riflessione teologica caratterizzata da un fortissimo radicamento biblico. È da questo fermento che emersero le prime comunità battiste.

### Un movimento nato due volte
I battisti sono nati due volte. Il grande dibattito teologico intra-riformato del XVII secolo era la questione arminiana, che riguardava la dottrina della predestinazione. Jacob Arminio era un pastore e teologo riformato olandese che si oppose alla dottrina calvinista della predestinazione. Arminio sosteneva che l'opera di Gesù fosse universale, cioè per tutti gli uomini e le donne indistintamente, mentre i calvinisti sostenevano che l'opera di Cristo fosse solo per i predestinati. Al Sinodo di Dordrecht del 1619 si impose l'ortodossia calvinista, ma le idee di Arminio si diffusero in chiese e movimenti autonomi.

#### I battisti generali
I battisti nascono da entrambi i lati della "barricata" di questo confronto teologico. Nel 1607, in piena persecuzione anglicana, una comunità di puritani separatisti scelse l'esilio nei Paesi Bassi. John Smyth e Thomas Helwys condussero un manipolo di puritani ad Amsterdam, patria della libertà religiosa. Qui furono ospitati da una comunità di mennoniti e vennero così in contatto con l'insegnamento neotestamentario del battesimo dei credenti. Nel 1609 la comunità venne interamente ri-battezzata per aspersione (Smyth si amministrò per primo un auto-battesimo). Quando in Inghilterra le acque si calmarono, gran parte della comunità rientrò a Londra (gli altri confluirono nel movimento mennonita) formando la prima chiesa battista "generale" – cioè di ispirazione arminiana. I battisti generali credevano, come gli arminiani, che la salvezza fosse “generale”, cioè un'opportunità concessa a tutti, e che ognuno si rendesse responsabile di accettare o meno questa salvezza attraverso la fede, considerata facoltà naturale dell'essere umano non pregiudicata dal peccato (cosa sostenuta dal Calvinismo che considera la fede come dono della grazia sovrana di Dio).

#### I battisti particolari
Le radici dei "battisti particolari" inglesi sono le stesse da cui era sorto il movimento dei "battisti generali", cioè il puritanesimo calvinista dei primi puritani separatisti inglesi, in particolare dalla comunità puritana separatista raccolta da Henry Jacob nel 1616.
Questa era sorta come comunità semi-separatista, una via di mezzo fra il puritanesimo conforme alla Chiesa anglicana e quei puritani separatisti che avevano ripudiato la chiesa di stato come falsa. Organizzata come comunione di credenti legati da un patto fraterno, si erano rifiutati di negare completamente la legittimità della Chiesa di Inghilterra. Per il 1630, però, quando John Lathrop ne diventò pastore, molti nella comunità facevano pressione a che si ripudiasse totalmente l'Anglicanesimo. Nel 1633 dieci membri della comunità, dopo un lungo dibattito, vennero sciolti dai loro obblighi verso quella chiesa e si organizzarono come comunità indipendente. Di questo gruppo nel 1638 diventò pastore Samuel Eaton, persuaso sostenitore del battesimo dei soli credenti. Ne seguirà più tardi la linea, rafforzando l'identità del gruppo come apertamente battista William Kiffin.
Questo gruppo, riflettendo sull'ecclesiologia, riscoprì – in modo autonomo – il battesimo dei credenti per immersione. Siccome la chiesa è costituita dai soli credenti, il battesimo può essere impartito solo a chi crede. Era nata così la prima chiesa battista "particolare" cioè di ispirazione calvinista. I battisti particolari credevano, infatti, come calvinisti ortodossi, alla predestinazione, cioè che la salvezza fosse data esclusivamente, cioè “in particolare”, a coloro che Dio aveva per questo predestinati.
Nel 1644 sette comunità di battisti particolari di Londra pubblicarono una confessione di fede che imprimeva ad esse in modo inequivocabile la loro identità. La loro soteriologia ripropose i Cinque punti del calvinismo, stabilì come il Nuovo Testamento insegni solo il battesimo dei credenti per immersione e come vi debba essere netta separazione tra Stato e Chiesa.
Per coordinare le loro chiese, nel 1813 i battisti particolari fondano l'Unione battista della Gran Bretagna. Nel 1833 essa viene ristrutturata per permettervi pure l'accoglienza dei battisti generali. Nel 1891 in Gran Bretagna le distinzioni formali fra battisti particolari e generali scompaiono in favore di un'Unione battista unificata. Quelle comunità che non intendevano farne parte e vogliono portare avanti inalterato il retaggio dei battisti particolari, sono ancora oggi conosciuti come battisti stretti o "battisti stretti e particolari". 

#### I battisti universali
Nel 1781 il pastore battista della First Church di Filadelfia, Elhanan Winchester, fu scomunicato, con circa cento membri della congregazione, perché predicava la dottrina della salvezza universale. Fondò allora la "Society of Universal Baptists", che fu autorizzata a riunirsi in un'aula dell'Università di Filadelfia, prima di aprire una propria meeting house. Nella seconda metà del decennio, i battisti universali confluirono generalmente nella nascente Chiesa Universalista, ma una parte di loro si ritrovò in comunità di battisti generali (v. sopra) o, come nel caso dei Primitive Baptist Universalists dei Monti Appalachi, mantenne una identità separata, fedele alla impostazione originale di Winchester, ma progressivamente orientata verso una visione di tipo "restaurazionista" che ne ha fatto una comunità alquanto ripiegata su se stessa (i PBU erano circa un migliaio nel 2011)

#### I battisti del settimo giorno
I battisti del settimo giorno sono cristiani battisti che, come gli avventisti del settimo giorno, osservano il settimo giorno della settimana in luogo della domenica, il sabato biblico in accordo con la tradizione giudaico-cristiana (Genesi 2:2-3, Esodo 20:8). La Federazione mondiale battista del settimo giorno oggi rappresenta oltre 50.000 battisti del settimo giorno presenti in 22 Paesi del mondo.

### Quattro secoli di storia
Non qui è possibile sintetizzare quattro secoli di storia, ma quattro cose sono importanti da segnalare:
- Il movimento battista generale prese una deriva antitrinitaria e nel XVIII secolo si spaccò in due tronconi, portando alla graduale marginalizzazione e scomparsa di quello considerato eretico dalla maggioranza; quello vincitore, che si considerava ortodosso, confluì nel battismo particolare.
- Roger Williams, uno dei primi coloni del Massachusetts, di qui cacciato per il suo dissenso, istituì la prima chiesa battista sul suolo americano a Providence (Rhode Island), città da lui fondata durante l'esilio. Williams è anche ricordato come uno dei padri del concetto di laicità dello Stato.
- Il movimento missionario moderno, nacque nel XVIII secolo grazie alla visione e all'opera di un battista Inglese: William Carey.
- Il battismo si diffuse nell'Europa continentale grazie al pastore J. G. Oncken, che fondò la prima chiesa battista sul continente europeo ad Amburgo nel 1834 e che fu all'origine dell'espansione del movimento battista nei paesi di lingua tedesca, slava e russa; e, in secondo luogo, grazie alle missioni inglesi, specialmente la Baptist Missionary Society, e americane, specialmente il Foreign Mission Board della Southern Baptist Convention.

### William Miller
Il predicatore battista statunitense William Miller fu particolarmente famoso per il suo messaggio che affermava che Gesù sarebbe ritornato sulla Terra nel 1843 e che fu all'origine dell'Avventismo, particolarmente della Chiesa cristiana avventista che ha una teologia di tipo battista e che mantiene uno spirito di forte Ecumenismo specie con le varie Chiese battiste degli Stati Uniti d'America.

### Martin Luther King
Il suo nome viene accostato per la sua attività di pacifista (oltre a quello di pastore battista) a quello del Gandhi, il leader del pacifismo della cui opera Martin Luther King è stato un appassionato studioso, ed a Richard Gregg, primo americano a teorizzare organicamente la lotta nonviolenta.

### Billy Graham
Billy Graham è stato un consigliere spirituale per molti Presidenti degli Stati Uniti. Come appartenenza denominazionale, fa parte delle Chiese battiste del sud. Le chiese battiste del sud sono una denominazione esclusivamente statunitense. Billy Graham è ritenuto il protestante della corrente evangelicale che ha predicato al maggior numero di persone. A partire dal 1993, più di 2.5 milioni di persone, durante i suoi sermoni, hanno “accettato Gesù Cristo come loro salvatore personale”.
A partire dal 2002, Billy Graham durante udienze pastorali, anche tramite la radio e la televisione, ha raggiunto due miliardi di persone.

### Tim LaHaye
Timothy "Tim" F. LaHaye (Detroit, 27 aprile 1926) è uno scrittore statunitense.
Tim LaHaye è uno stimato studioso battista della Bibbia nonché presidente del Tim LaHaye Ministries. Tiene regolarmente conferenze sulle interpretazioni delle profezie bibliche in giro per gli Stati Uniti d'America, ma, a questa attività, ha affiancato quella di romanziere, riscuotendo un successo straordinario: i suoi romanzi, infatti, a tutt'oggi hanno venduto più di 60.000.000 di copie. La serie intitolata Left Behind (scritta da Tim LaHaye insieme a Jerry B. Jenkins) e Babylon Rising, edita in Italia dalla casa editrice Nord, è composta da Il Serpente di Bronzo, L'enigma dell'Ararat, La Profezia di Babilonia e Il Tesoro dell'Arca. Il protagonista dei romanzi è Michael Murphy, professore di archeologia biblica.

## Il battismo in Italia

### Gli inizi
In Italia il battismo è arrivato grazie al "Secondo Grande Risveglio" e al suo spirito missionario.
I primi ad arrivare in Italia furono due pastori inglesi di origine canadese: Edward Clarke e James Wall nel 1863. Clarke con base a La Spezia, dove stabilì “La Spezia Mission” e Wall a Bologna per conto della “Baptist Missionary Society”. Un'altra testimonianza della presenza in quegli anni del battismo in Italia si trovava a Barletta, dove il 19 marzo 1866, a seguito di una sommossa popolare preparata ed organizzata da cattolici e da parte del clero, perirono cinque fedeli di confessione battista.
I battisti americani, in un primo tempo bloccati dalla guerra di secessione, nel 1870 mandarono in viaggio di esplorazione un missionario dalla Francia, ma la missione del “Foreign Mission Board” iniziò solo poco dopo con l'arrivo del dott. G. B. Taylor, che si stabilì a Roma. Il 25 luglio 1872 Taylor grazie ad un incontro fortuito in Piazza Duomo a Milano incontra Oscar Cocorda (già della Chiesa Libera) che diventerà ben presto non solo uno dei punti di riferimento del battismo in Italia ma anche l'autorevole traduttore nel 1910 di una parte parziale della Bibbia con il suo Il Nuovo Testamento e i Salmi.

### Fino alla prima guerra mondiale

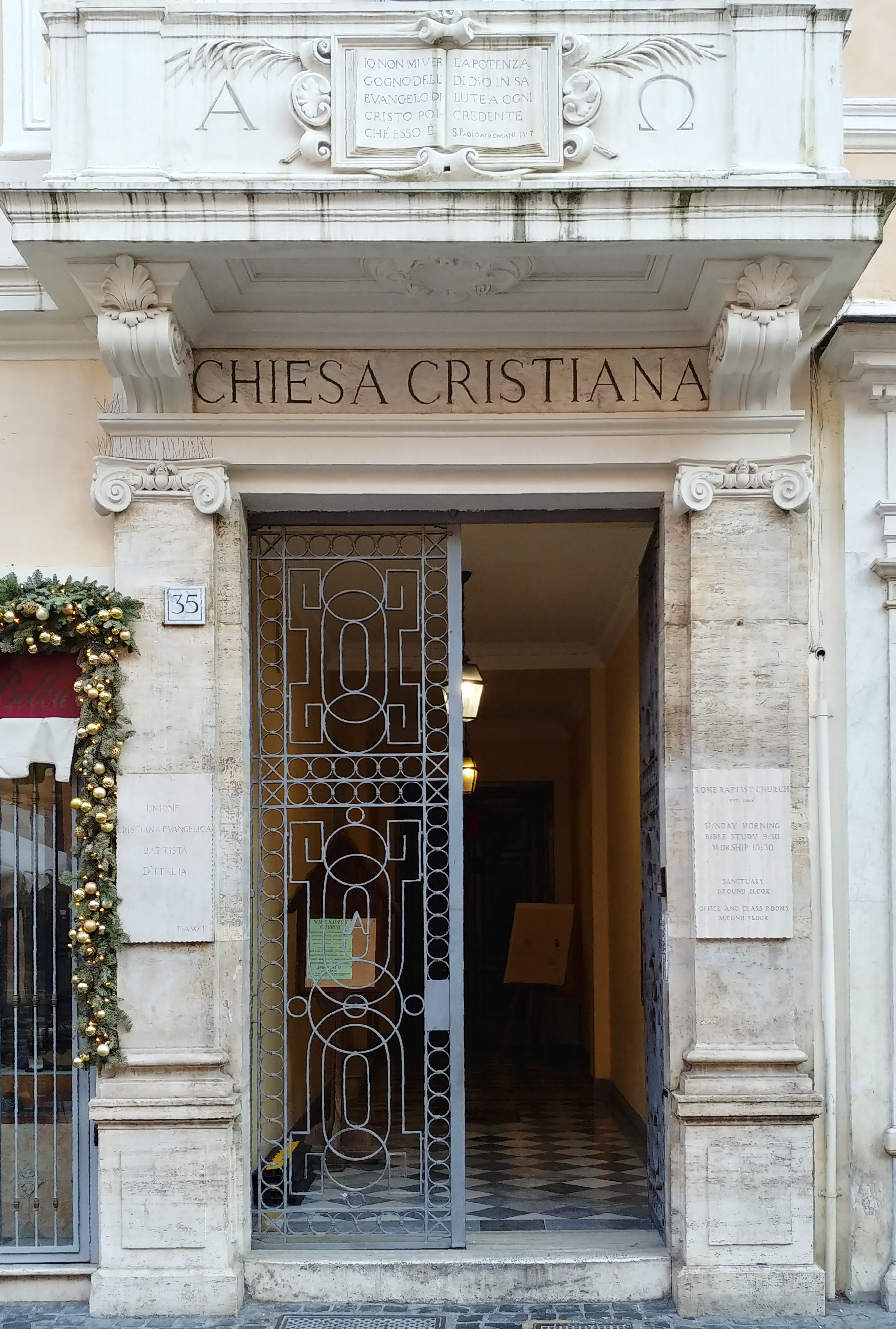
L'ingresso della chiesa battista di piazza San Lorenzo in Lucina a Roma, il primo luogo di culto stabile della capitale

Molto presto questi missionari furono affiancati da predicatori ed evangelisti italiani, soprattutto ex cattolici o evangelici provenienti dalla Chiesa Libera. I punti di forza della missione battista in Italia furono la predicazione (sotto forma anche di conferenze, dibattiti e dispute), la distribuzione della Bibbia e l'istituzione di scuole. Il primo luogo di culto stabile della capitale fu la chiesa di piazza San Lorenzo in Lucina, fondata nel 1874 dall'inglese James Wall, missionario della Baptist Missionary Society di Londra.
Allo scoppio della prima guerra mondiale le missioni battiste in Italia erano tre. Le tre missioni collaborarono sempre, fino a giungere alla costituzione dell'Unione cristiana apostolica battista nel 1884, che contava alcune piccole chiese e una ventina di pastori.

### Tra le due guerre
Tra le due guerre la grande maggioranza dei convertiti erano contadini ed operai che aderivano anche alle istanze socialiste. Ma le chiese non erano prive di uomini di cultura. I missionari erano sensibili alla questione culturale più che a quella politica e si circondavano di intellettuali.
Tra le figure da ricordare di questo periodo c'è Giuseppe Tommaso Gangale il quale permise ai battisti di riscoprire le proprie radici riformate ed introdusse in Italia il pensiero di Karl Barth. Messo a tacere dal regime fascista esiliò ad Oslo dove divenne professore universitario.
A Roma nasceva la Facoltà teologica battista che fu poi chiusa dal fascismo. In questo periodo vengono pubblicate le importanti riviste Bilychnis e Conscientia, anche queste chiuse dal fascismo.

### Il dopoguerra
Il secondo dopoguerra vede una rinascita della testimonianza battista, oppressa dal fascismo, dalla grande depressione del '29 e dalla guerra, soprattutto grazie agli ingenti sforzi economici in suo favore da parte delle chiese americane. Gli aiuti erano soprattutto di tipo assistenziale, oltre che diretti all'evangelizzazione. Il numero dei membri di chiesa raddoppia e così il numero dei pastori. Si apre l'istituto G.B.Taylor di Roma con un orfanotrofio ed una casa di riposo. Viene aperta la nuova scuola teologica di Rivoli (TO) e la scuola femminile di Villa Betania a Roma. Si costruiscono i centri giovanili di Santa Severa e Rocca di Papa (entrambe in provincia di Roma) e nel 1956 nasce l'Unione cristiana evangelica battista d'Italia (UCEBI). Nel contempo una serie di chiese battiste indipendenti continuano la loro opera, a volte in forma associativa come AEBI e altre volte come formazioni totalmente indipendenti come il Centro battista di Perugia, che ha anche un servizio radio, Radio Luce e altri. Nel 2010, dopo un lavoro di oltre un anno e mezzo e sulla scia della precedente UBEIC nasce l'associazione delle Chiese battiste italiane CBI che dà vita, nel 2011, alla Facoltà battista di teologia.

## Le chiese battiste
- L'Unione cristiana evangelica battista d'Italia conta 120 tra chiese e gruppi con una popolazione battezzata di circa 6.000 membri. Vi servono 40 pastori, 2 ministri riconosciuti (Ministro della Musica e Ministro Biblico Itinerante) e svariati altri ministeri locali. Nel 1990 l'UCEBI ha firmato un'intesa con lo Stato, si è dotata di una Confessione di fede, ha siglato un patto di reciproco riconoscimento con le chiese valdesi e metodiste ed è membro fondante della Federazione delle Chiese evangeliche in Italia. È membro del Consiglio ecumenico delle Chiese (CEC), della Conferenza delle Chiese europee (KEK) e della Baptist World Alliance (BWA) e della European Baptist Federation (EBF).
- In Italia è presente un vasto arcipelago di chiese battiste autonome, che non fanno cioè riferimento ad alcuna organizzazione denominazionale e vivono il congregazionalismo in modo radicale. Normalmente, ma non sempre, queste chiese sono di orientamento arminiano.
- Nel 2006 sono nate le CERBI (Chiese evangeliche riformate battiste in Italia) una denominazione riformata che fa propria la Confessione di fede battista del 1689 e conta otto comunità presenti in sei regioni italiane. Le CERBI che fanno parte della ala evangelicale all'interno del protestantesimo italiano aderiscono all'Alleanza evangelica italiana (AEI) e all'Alleanza di Chiese cristiane evangeliche in Italia (ACCEI), mentre a livello mondiale hanno aderito alla comunione riformata mondiale (World Reformed Fellowship).
- Nel 2010, dopo un lavoro di oltre un anno e mezzo e sulla scia della precedente UBEIC, nasce, su iniziativa soprattutto dei pastori Paolo Brancé e Luciano Leoni il nuovo raggruppamento delle chiese battiste italiane (CBI). Definendosi "battisti conservatori" fedeli al retaggio originale di questo movimento, esse intendono distinguersi sia dalla teologia della leadership dell'UCEBI, definita troppo "liberale" sia da quelle della CERBI che vede troppo legate al calvinismo dottrinale.
- Verso la fine degli anni '40, nel napoletano, si rafforza la presenza delle chiese battiste conservatrici che mettono al centro la predicazione del vangelo e la comunità come luogo di fratelli e sorelle che si amano nel Signore. Sotto la guida del pastore Douglas Valenzuela nasce, verso la fine degli anni '80, a Casoria (Napoli) una chiesa capace di ospitare circa 400 persone.[4] Dottrinalmente le chiese sono vicino all'ala calvinista, senza però discriminare fratelli di fede arminiana. Altre comunità nascono da quelle predicazioni (missionari provenienti dagli Stati Uniti), tutte in provincia di Napoli: Soccavo, Arco Felice, San Giorgio a Cremano, Tavernanova e Melito. Oggi il numero di credenti che frequentano queste comunità si aggira intorno al migliaio.

## Dottrina

### Un movimento poliedrico
Non è possibile descrivere il movimento battista in modo univoco, come se si trattasse di un fenomeno unico. Il battismo è un movimento variegato con molte forme organizzative e molti orientamenti teologici. Le sue origini, il suo sviluppo, e la sua fenomenologia attuale non permettono una trattazione unitaria. Non è neanche possibile parlare di chiesa battista al singolare, in senso universale o denominazionale. Tale definizione ha senso solo nella prospettiva della comunità locale.

### La collocazione del battismo nell'alveo protestante
Il battismo, nell'ambito del protestantesimo, appartiene alla corrente riformata, ossia a quel filone del pensiero della Riforma protestante che si riconosce nella teologia evangelica come è stata formulata da Huldrych Zwingli e Giovanni Calvino. Le chiese battiste non sono nate dalla Riforma protestante (del XVI secolo), ma dal puritanesimo inglese del XVII. Max Weber chiamava queste chiese “i figliastri della Riforma”. I battisti rappresentano una delle forme del calvinismo.
Secondo insigni studiosi (Massimo Rubboli, Raffaele Volpe, e altri), in base alle pubblicazioni più recenti, il battismo, in realtà, non si fonda sulle correnti dei grandi riformatori, come Zwingli e Calvino, bensì fa riferimento alla corrente della Riforma Radicale, da questi osteggiata. Ricordiamo non solo le persecuzioni zwingliane (come quella di Zollikon del 1525 della comunità anabattista), ma anche le profonde divergenze dottrinarie e teologiche, che avvicinano molto di più il battismo europeo agli anabattisti svizzeri e olandesi del XVI secolo e alle chiese mennonite.

### Riformati
Il movimento battista condivide le affermazioni centrali della Riforma protestante del XVI secolo:
- La giustificazione del peccatore per la grazia di Dio mediante la fede. La giustificazione del peccatore, la sua riconciliazione con Dio e la sua salvezza avviene solamente a motivo della grazia di Dio, per mezzo della fede e mai attraverso i propri sforzi o le proprie opere religiose (Efesini2,8[8]).
- La Scrittura come unica autorità in materia di fede nella chiesa. I battisti rivendicano il principio del Sola Scriptura, ritengono cioè che la Bibbia sia l'unica fonte autorevole riguardo alla volontà di Dio. Questa convinzione contrasta da un lato con il ruolo riconosciuto dalla Chiesa cattolica romana all'autorità apostolica, dall'altro con il concetto di rivelazione personale diffuso nei movimenti carismatici. Ogni affermazione che non possa essere dimostrata come fondata su una base scritturale viene considerata come derivante da una tradizione umana piuttosto che dall'insegnamento divino, e per quanto possa essere accurata, una tale affermazione non potrà mai essere considerata al di sopra o alla pari dell'autorità della Scrittura. Ogni persona è considerata responsabile di fronte a Dio per la propria comprensione della Bibbia e viene incoraggiata ad attenervisi. Molti battisti che hanno accettato il principio fondamentalista parlano di inerranza biblica che implica un'interpretazione Storico / Grammaticale della Bibbia. La gran parte comunque, facendo riferimento alla terminologia utilizzata dall'apostolo Paolo in 2Tim3,16[9], preferisce parlare di ispirazione delle Scritture, che permette l'uso di una esegesi critica della Bibbia. In generale i battisti ritengono che l'insegnamento cristiano tramandato nella storia stia su un piano inferiore rispetto alle Scritture, anche quando può essere conforme al messaggio biblico nella sostanza.
- Il sacerdozio universale di tutti i credenti. Afferma, sulla base di 1Pt2,9[10], che ogni cristiano ha accesso diretto a Dio senza la necessità di una mediazione sacerdotale. La posizione dei battisti sul sacerdozio universale è una delle colonne portanti del loro ideale di libertà religiosa.

### I principi battisti
I battisti si distinguono dagli altri protestanti più che per la dottrina, per alcuni principi:
- Il battesimo dei credenti. Il battesimo cristiano, seguendo la teologia e la prassi neotestamentaria, viene impartito ai soli credenti, cioè a chi ha creduto e professato Gesù come proprio Signore e Salvatore. Quindi, di per sé, il sacramento non gioca alcun ruolo nella salvezza, perché viene compiuto in realtà dopo. Il battesimo dei credenti viene impartito per immersione (dal Greco baptizo = immergo) per rispetto alla prassi neotestamentaria e per lasciare integro il riferimento simbolico alla morte (immersione = seppellimento) e alla risurrezione (emersione dalle acque) proprio del Nuovo Testamento. Il battesimo associa il credente alla Chiesa. Raccogliendo l'influenza anabattista, I battisti respingono la pratica del pedobattesimo o battesimo infantile perché ritengono che la fede necessaria al battesimo sia quella del battezzando e non quella dei genitori, dei padrini o della Chiesa.
- La libertà di coscienza. In materia di fede ogni individuo ha libertà di scegliere in coscienza ciò che è giusto e ciò che non lo è, e risponde unicamente a Dio per le proprie decisioni. Né la famiglia, né la Chiesa, né lo Stato, possono decidere per la coscienza altrui o forzare questa decisione. Ciascuno è ritenuto sempre libero di cambiare idea.
- Il congregazionalismo. Il modello di organizzazione ecclesiastica congregazionalista consiste nel lasciare autonomia a ciascuna chiesa locale per quanto riguarda la predicazione, l'attività di testimonianza, l'organizzazione e la vita ecclesiastica interna. Le chiese battiste non sottostanno al controllo diretto, né amministrativo né dottrinale, di alcuno, sia esso un organismo direttivo o un Sinodo, oppure una persona a ciò preposta, come un vescovo o un papa. Agli insiemi denominazionali di chiese battiste come le associazioni, le unioni, le convenzioni e le federazioni non viene riconosciuto alcun valore ecclesiologico, ma solo organizzativo su base volontaria e il processo decisionale all'interno delle chiese e delle denominazioni è democratico a partire dalle assemblee delle chiese locali. Fanno eccezione alcuni battisti riformati, che sono organizzati secondo un sistema presbiteriano, come ad esempio i battisti episcopali del Congo e alcuni altri.
- La Separazione tra Stato e Chiesa. I battisti, che nel passato sono stati perseguitati o uccisi per la loro fede, hanno avuto un ruolo importante nella lotta per la libertà religiosa e per la separazione tra Chiesa e Stato in Inghilterra, negli Stati Uniti e in altri Paesi. Nel 1612 John Smyth scriveva: "Il magistrato non deve in ragione del suo ufficio interferire in materia di religione, o in materia di coscienza”. Anabattisti e quaccheri condividono un ruolo significativo nella storia dello sviluppo dell'idea di avere come due entità distinte e separate, Chiesa e Stato: lo spunto originale di questo orientamento fu l'opposizione al fatto che l'autorità statale desse disposizioni sull'attività religiosa o sull'esistenza di una “chiesa nazionale”, e non implicava l'idea di un divieto per i cristiani di partecipare alla vita politica e all'impegno nella società. Il dibattito contemporaneo sulla laicità vede contrapporsi idee diverse sull'opportunità che gruppi religiosi possano, o debbano prendere posizione o parte attiva nella politica. Questo problema riguarda negli Stati Uniti l'atteggiamento dei battisti fondamentalisti, i quali sembrano aver superato il principio battista della separazione tra Chiesa e Stato con numerosi interventi in materia di moralità.

## Battismo e omosessualità
Trattandosi di un movimento molto grande e variegato, il rapporto fra battismo e omosessualità è alquanto complesso. Come per molti altri argomenti di tipo teologico ed etico, anche sull'omosessualità c'è una spesso profonda diversità di vedute e posizioni.
Infatti, grazie al principio ecclesiologico congregazionalista, che caratterizza il modo di organizzarsi delle chiese battiste, ogni comunità locale esprime il proprio orientamento teologico ed etico in modo completamente autonomo. Ovviamente ciò include l'omosessualità.
Per questo motivo, all'interno del movimento battista, si possono trovare posizioni anche molto distanti tra loro su questo argomento che vanno dalla vera e propria omofobia (Westboro Baptist Church) a chiese guidate da pastori omosessuali o lesbiche.
Generalmente una maggioranza di chiese ed organismi battisti definisce il comportamento omosessuale come peccato. Ma questo dato non dice granché sul piano dell'apertura, perché anche molte di queste chiese accolgono membri omosessuali.
Una minoranza di chiese e organizzazioni battiste mostra invece atteggiamento più aperti come le chiese che si dichiarano welcoming and affirming (Riverside Baptist Church).

## Teologia della secolarizzazione
Il battismo ha avuto due principali teologi della cosiddetta teologia della secolarizzazione, eredi sotto certi aspetti del teologo luterano Dietrich Bonhoeffer. Sono Harvey Cox e Friedrich Gogarten. Il secondo considerato da studiosi battisti più innovatore di Cox è ricordato anche per non aver preso nessuna posizione contro il nazismo.

## Battisti famosi
- Aretha Franklin, cantautrice e pianista statunitense.
- Kirk Cameron, attore, regista e religioso statunitense.
- Jimmy Carter, 39º presidente degli Stati Uniti d'America.
- Billy Graham, predicatore statunitense.
- Tim LaHaye, scrittore e studioso biblico statunitense.
- Martin Luther King, pacifista e politico statunitense.
- William Miller, filosofo, teologo e predicatore statunitense.
- Roger Williams, teologo inglese e fondatore della prima comunità battista in America.
- Al Gore, ex vicepresidente (45°) degli Stati Uniti d'America
- Barack Obama, 44º presidente degli Stati Uniti d'America
- John Davison Rockefeller, industriale e filantropo statunitense
- Reverendo Gary Davis, pastore e musicista statunitense
- Warren G. Harding, 29º Presidente degli Stati Uniti d'America
- Harry S. Truman, 33º Presidente degli Stati Uniti d'America
- Bill Clinton, 42º Presidente degli Stati Uniti d'America